# Mormonia
Mormonia är ett släkte av fjärilar. Mormonia ingår i familjen nattflyn.

## Dottertaxa tillMormonia, i alfabetisk ordning[1]
- Mormonia abamita
- Mormonia affinia
- Mormonia agrippina
- Mormonia albimedia
- Mormonia albomarginata
- Mormonia angusi
- Mormonia annida
- Mormonia antinympha
- Mormonia arizonae
- Mormonia aspasia
- Mormonia badia
- Mormonia barnesii
- Mormonia basalis
- Mormonia bella
- Mormonia belloides
- Mormonia carminea
- Mormonia carolina
- Mormonia cleis
- Mormonia coelebs
- Mormonia cohaerens
- Mormonia communis
- Mormonia consors
- Mormonia curvata
- Mormonia dayremi
- Mormonia dejecta
- Mormonia denussa
- Mormonia desperata
- Mormonia dilecta
- Mormonia dionyza
- Mormonia dula
- Mormonia dulana
- Mormonia edna
- Mormonia emilia
- Mormonia epione
- Mormonia euphemia
- Mormonia evanescens
- Mormonia evelina
- Mormonia flavidalis
- Mormonia flebilis
- Mormonia gueneoi
- Mormonia habilis
- Mormonia haitzi
- Mormonia hetaera
- Mormonia hinda
- Mormonia innubens
- Mormonia innubenta
- Mormonia insolabilella
- Mormonia insolabilis
- Mormonia judith
- Mormonia lacrymosa
- Mormonia laetitia
- Mormonia levettei
- Mormonia loretta
- Mormonia lucetta
- Mormonia luctuosa
- Mormonia maestosa
- Mormonia marginata
- Mormonia melanympha
- Mormonia mesopotamica
- Mormonia mildredae
- Mormonia missouriensis
- Mormonia moderna
- Mormonia muliercula
- Mormonia multiconspicua
- Mormonia nebulosa
- Mormonia neogama
- Mormonia neonympha
- Mormonia obscura
- Mormonia obscurata
- Mormonia obvia
- Mormonia olivescens
- Mormonia palaeogama
- Mormonia paranympha
- Mormonia paulina
- Mormonia pensacola
- Mormonia peramans
- Mormonia phalanga
- Mormonia phoebe
- Mormonia piatrix
- Mormonia poderosa
- Mormonia powelli
- Mormonia residua
- Mormonia retecta
- Mormonia robinsoni
- Mormonia sappho
- Mormonia scintillans
- Mormonia scortorum
- Mormonia scortum
- Mormonia serena
- Mormonia serenides
- Mormonia simulatilis
- Mormonia snowiana
- Mormonia sorsconi
- Mormonia splendens
- Mormonia sponsa
- Mormonia staudingeri
- Mormonia subnata
- Mormonia subnatana
- Mormonia subviridis
- Mormonia syriaca
- Mormonia ulalume
- Mormonia variegata
- Mormonia vidua
- Mormonia viduata
- Mormonia zelica